# 今井隆文
今井 隆文（いまい たかふみ、1985年〈昭和60年〉7月27日 - ）は、日本の俳優。
東京都出身。明治学院大学卒業。アミューズ所属。劇団プレステージの元劇団員（2019年5月31日退団）。

## 人物
- 大学時代は非公認サッカーサークルFORALL（フォーラル）に所属。ポジションはGK。2年時にはキャプテンを務めた。
- 同じアミューズ所属のポルノグラフィティとは特に交友が深く、マスコットキャラクターの“はっさくメガネ”として、ライブツアー内での映像作品などに定期的に出演している[5]。因みに今井を模した“はっさくメガネ”のぬいぐるみなどもポルノグラフィティのグッズとして展開されていて、ファンにはお馴染みの人物となっている。
- 2017年11月27日、中学時代に2年後輩だった女性と入籍[2][3]。2019年2月22日、第一子となる女児が誕生[6][7]。
- 2020年7月、ソロプロジェクト「パーマネント」を立ち上げ[8]。

## 出演

### 映画
- 本格科学冒険映画 20世紀少年 第2章 最後の希望（2009年1月31日）
- フィッシュストーリー（2009年3月20日）
- 学校裏サイト（2009年7月25日）
- SR サイタマノラッパー2 女子ラッパー☆傷だらけのライム（2010年6月26日）
- 紙風船「あの星はいつ現はれるか」（2011年3月26日）
- ロボジー（2012年1月14日）
- 青天の霹靂（2014年5月24日）
- バクマン。（2015年10月3日）
- SCOOP!（2016年10月1日） - 澤部 役
- 銀魂（2017年7月14日）
- 斉木楠雄のΨ難（2017年10月21日）
- 人魚のこころ（2018年4月）※第10回沖縄国際映画祭上映作品
- あのコの、トリコ。（2018年10月5日）
- 劇場版 ひみつ×戦士 ファントミラージュ！～映画になってちょーだいします～（2020年7月30日） - 梅野実 役
- 私を判ってくれない（2022年9月9日）
- 夜が明けたら、いちばんに君に会いにいく（2023年9月1日） - 担任 役[9]
- アナログ（2023年10月6日公開） - 坂上 役[10]

### テレビドラマ
- シバトラ 〜童顔刑事・柴田竹虎〜 第2話（2008年、フジテレビ）
- the波乗りレストラン 第11話「忘れられた Big Wave」（2008年、日本テレビ） - 制作スタッフ 役
- ザ・クイズショウ（2009年、日本テレビ） - 佐伯幸三 役
- 大河ドラマ「龍馬伝」（2010年、NHK） - 岩崎弥之助 役
- 謎解きはディナーのあとで 第1話（2011年、フジテレビ） - 森谷康夫 役
- 深夜食堂2 第2話（通算第12話）「唐揚げとハイボール」（2011年、TBS）
- ガリレオ（フジテレビ） - 折川圭 役
  - 第2シーズン（2013年4 - 6月）
  - ガリレオXX 内海薫最後の事件 愚弄ぶ（2013年6月22日）
- 裁判長っ!おなか空きました! 第9話（2013年12月1日、日本テレビ） - 上原智也 役
- 恋文日和 第1話「雪に咲く花」（2014年、日本テレビ）
- アリスの棘（2014年、TBS） - 岡村圭吾 役
- 玉川区役所 OF THE DEAD 第6話（2014年、テレビ東京） - 奥田幸司 役
- 美しき罠〜残花繚乱〜（2015年、TBS） - 羽場 役
- ようこそ、わが家へ 第1話（2015年、フジテレビ） - 川辺覚 役
- 重版出来!（2016年 、TBS） - 棚橋 役
- 99.9-刑事専門弁護士- （TBS） - 棚橋 役（『重版出来!』と同役）[11]
  - Season I 第7話（2016年）
  - Season II 第3話・第4話・第7話（2018年）
  - 完全新作SP新たな出会い篇（2021年12月29日）
- 営業部長 吉良奈津子 （2016年、フジテレビ） - クリエイティブディレクターの助手 役
- キッドナップ・ツアー（2016年、NHK） - 田中 役
- ヤッさん〜築地発！おいしい事件簿〜 （2016年、テレビ東京） - 勝司 役
- スーパーサラリーマン左江内氏 第3話（2017年1月28日、日本テレビ）
- 突然ですが、明日結婚します（2017年、フジテレビ） - ディレクター 役
- ストリートワイズ イン ワンダーランド -事件の方が放っておかない探偵-（2017年3月27日、フジテレビ）
- あなたのことはそれほど 第1話（2017年4月18日、TBS）
- 貴族探偵 第4話（2017年5月8日、フジテレビ）
- 孤食ロボット（2017年6月20日 - 8月22日、日本テレビ） - 二本松直也 役[12]
- ウチの夫は仕事ができない（2017年7月8日 - 9月16日、日本テレビ） - 小林司 役
- アンナチュラル（2018年1月 - 3月、TBS） - 門松（もじゃ） 役
- オモヒデ座 第2回「＠江古田市場通り商店会」（2018年2月24日、NHK BSプレミアム）
- 天　天和通りの快男児 最終話（2018年12月20日、テレビ東京）
- THE GOOD WIFE / グッドワイフ 第6話・最終回（2019年2月17日・3月17日、TBS） - 情報屋 役
- ひみつ×戦士 ファントミラージュ! 第4話 - 第63話 （2019年4月28日 - 2020年6月21日、テレビ東京）- 梅野実 役[13]
- Heaven? 〜ご苦楽レストラン〜 第7話（2019年8月20日、TBS）- 香宮瑠璃子のアシスタント 役
- 俺の話は長い（2019年10月 - 12月、日本テレビ）[14] - 不動産屋・森尾繁人 役
  - 俺の話は長い 〜2025・春〜（2025年3月30日・4月6日、日本テレビ）[15] - 不動産屋・森尾繁人 役[16]
- 知らなくていいコト（2020年1月8日 - 3月11日、日本テレビ）- 小野寺明人 役
- 死にたい夜にかぎって（2020年2月24日 - 3月30日、MBS）- レブロン 役[17]
- ＃リモラブ 〜普通の恋は邪道〜（2020年10月14日 - 12月23日、日本テレビ） - 深杉明彦 役[18]
- 6 from HiGH&LOW THE WORST 第3話・最終話（2020年12月4日・25日、日本テレビ）
- 武士スタント逢坂くん！（2021年7月27日 - 9月28日、日本テレビ） - 宮上裕樹 役[19]
- 二月の勝者-絶対合格の教室-（2021年10月16日 - 12月18日、日本テレビ） - 木村大志 役[20]
- しろめし修行僧 第5話（2022年5月7日、テレビ東京）
- 何かおかしい（2022年6月1日 - 7月6日、テレビ東京） - 五十嵐寛貴 役[21]
- 悪女（わる）働くのがカッコ悪いなんて誰が言った? 第8話（2022年6月1日、日本テレビ）- 土方周防 役
- インビジブル 第8話（2022年6月3日、TBS） - 興行師A 役
- 金田一少年の事件簿 第6話・第7話（2022年6月5日・12日、日本テレビ） - 時任亘 役[22]
- ザ・タクシー飯店 第6話（2022年7月7日、テレビ東京） - 警察官 役
- 石子と羽男-そんなコトで訴えます?- 第3話（2022年7月29日、TBS） - 助監督・諸星 役
- チェイサーゲーム（2022年9月9日 - 10月28日、テレビ東京） - 御厨順平 役
- 3年VR組（2023年3月27日、関西テレビ） - 久保聡 役[23]
- 育休刑事 最終話（2023年6月20日、NHK総合・NHK BS4K）
- 婚活1000本ノック 第5話（2024年2月14日、フジテレビ） - 落語家 / 超福亭三丸 役
- 錦糸町パラダイス〜渋谷から一本〜（2024年7月13日 - 9月28日、テレビ東京） - 社長 役[24]
- 若草物語-恋する姉妹と恋せぬ私- 第3話 -（2024年10月20日 - 、日本テレビ） - 坂口琢磨 役[25]
- 金曜ナイトドラマ 無能の鷹 第6話・最終話[26]（2024年11月15日・29日[26]、テレビ朝日） - 燕谷守 役[27]
- ゴールドサンセット（2025年2月23日 - 3月30日、WOWOW） - 瀬能大樹 役[28]
- ダメマネ! -ダメなタレント、マネジメントします- 第4話（2025年5月11日、日本テレビ） - 倉田洋平 役[29]
- しあわせな結婚 第3話（2025年7月31日、テレビ朝日） - トニー・リー 役[30]

### 配信ドラマ
- 宇宙の仕事（2016年9月8日配信、Amazon Prime Video） - バンドマン 役
- 二月の勝者〜胸騒ぎの自習室〜（2021年11月20日配信、Hulu） - 木村大志 役[31]

### テレビ番組
- 畑のうた 2nd.Season「真夏の果実・スイカボーイズ90日間農業日記」（2009年7月5日 - 9月27日、テレビ東京）[32]
- 3D挑戦！三社祭 生TV（2010年5月16日、BS11）
- おもしろ言葉ゲーム OMOJAN（2012年、フジテレビ）

### オーディオドラマ
- 恋侍（2021年4月1日 - 、NUMA[33]） -居酒屋店員 役　[34]
- 禁男女子（2021年4月1日 - 、NUMA） - カメラマン 役　[35]
- はなのこと。（2021年5月14日 - 、NUMA） - 居酒屋店員 役　[36]

### 舞台
- 「BLACK&WHITE 悪魔のテンシ天使の悪魔」（2010年8月28日 - 9月5日、サンシャイン劇場）[37]
- 「姫子と7人のマモル」（2010年12月18日 - 26日、新宿 全労済ホール/スペース・ゼロ）[38]
- 「スピリチュアルな1日」（2011年4月1日 - 4月3日、紀伊國屋サザンシアター）[39][40]
  - 「スピリチュアルな1日（再演）」（2012年6月13日 - 24日、あうるすぽっと／6月29日 - 7月1日、ABCホール／7月7日 - 8日、仙台市青年文化センター シアターホール） - 天使 役[41][42]
- 「バッド・アフタヌーン〜独立弁護士のやむを得ぬ嘘〜」（2011年8月13日 - 21日、赤坂RED/THEATER）[43]
- 劇団SET タイツマンズ・バラ組「シュワッチ!〜目指すはタイツの王子様〜」（2012年3月14日 - 22日、赤坂RED THEATER）[44]
- 「JEWELERY HOTEL」（2012年7月13日 - 7月14日、7月16日、紀伊國屋ホール） - ゲスト出演[45][46]
- 「ぶっせん」（2013年11月6日 - 17日、赤坂ACTシアター）[47]
- 「TOKYOHEAD〜トウキョウヘッド〜」（2015年3月18日 - 23日、東京グローブ座）[48]
- 空想組曲vol.12「小さなお茶会。」（2015年12月5日 - 13日、CBGKシブゲキ!!） - 絹雄 役[49]
- ハイバイ「て」（2018年8月18日 - 9月2日、東京芸術劇場 シアターイースト／9月7日 - 8日、高知県立芸術文化ホール／9月15日 - 16日、長崎県 アルカスSASEBO／9月22日 - 23日、兵庫県 AI・HALL）[50]
- 夏の日の本谷有希子「本当の旅」（2019年8月8日 - 18日、東京都 VACANT）[51]
- 月刊「根本宗子」 第17号 『今、出来る、精一杯。』（2019年12月13日 - 19日、新国立劇場 中劇場）[52]
- ニッポン放送開局65周年記念公演舞台『たけしの挑戦状 ビヨンド』（2020年4月9日 - 19日、紀伊國屋ホール、2020年4月22日、名古屋市青少年文化センター アートピア、2020年4月25日、高知県立県民文化ホール オレンジホール、2020年4月28日、JMSアステールプラザ 大ホール、2020年5月2日 -3日、サンケイホールブリーゼ）[53][54]
- 梅田芸術劇場×チャリングクロス劇場 共同プロデュース第2弾 ミュージカル「消えちゃう病とタイムバンカー The Vanishing Girl & The Time Banker」（2021年4月17日 - 25日、東京芸術劇場 プレイハウス、2021年4月30日 - 5月1日、梅田芸術劇場 シアター・ドラマシティ）[55]※本公演は新型コロナウイルスの影響で中止[56]
- 劇団た組「ドードーが落下する」（2025年1月10日 - 19日、KAAT神奈川芸術劇場 大スタジオ / 1月25日・26日、近鉄アート館 / 2月8日・9日、三重県文化会館 小ホール / 2月15日・16日、水戸芸術館 ACM劇場）[57]
- 朗読劇「たもつん」（2025年5月14日 - 18日〈予定〉、IMM THEATER） - 演出・出演[58]

#### 劇団プレステージ
- Amuse-Prestage project-unit
  - 「チェリーの木の下で- DT-MAX08’-」（2008年）
  - 「ブラックパールが世界を動かす」（2009年4月8日 - 12日、千本桜ホール）
  - 「マフィアは電柱の根元に葉巻を置いたか？」（2010年3月17日 - 22日、千本桜ホール）
- 劇団プレステージ
  - 「ペンシルビルWARS〜眠らぬ街のアツい日〜」（2010年10月23日 - 31日、千本桜ホール）
  - 「サイキックフライト!〜頑張る7人のエスパーとあと2、3人〜」（2011年4月28日 - 5月8日、千本桜ホール）
  - 第4回公演「Have a good time?」（2012年8月17日 - 9月2日、千本桜ホール） - 光男 役
    - 第10回公演「Have a good time?（再演）」（2015年8月8日 - 9日、森ノ宮ピロティホール/8月12日 - 23日、紀伊国屋サザンシアター） - 光男 役[59]

  - 劇団プレステージ内ユニット公演「んざんび君。」（プリン爆弾 of Prestage Project）（2012年12月7日 - 9日、千本桜ホール）[60]
  - 第5回公演「ゴーストレイト」（2013年4月19日 - 29日、CBGKシブゲキ!!）[61]
  - 第6回公演「アウタースペース109」（2013年9月25日 - 10月6日、CBGKシブゲキ!!）[62]
  - 第7回公演「ボーンヘッド・ボーンヘッダー」（2014年4月18日 - 29日、CBGKシブゲキ!!）[63]
  - 第8回公演「ブラックパールが世界を動かす（再演）」（2014年8月20日 - 31日、CBGKシブゲキ!!）[64]
  - 番外公演「君のそばにいたいのに」（2016年2月12日 - 21日、CBGKシブゲキ!!）[65]
  - 第11回本公演「リサウンド〜響奏曲〜」（2016年9月2日 - 18日、CBGKシブゲキ!!） - 響也 役[66]
  - 劇団プレステージ×ヨーロッパ企画「突風!道玄坂歌合戦」（2016年12月7日 - 20日、CBGKシブゲキ!!）[67][68]
  - 第12回本公演「URA! URA! Booost」（2017年8月16日 - 27日、紀伊国屋サザンシアター） - 平沢テツオ 役[69]
  - 第1回企画公演「あいつのチョキ」 (2018年2月27日 - 3月6日、千本桜ホール)[70][71]
  - 第13回本公演「ディペンデントデイ〜7人の依存症〜」（2018年8月1日 - 12日、CBGKシブゲキ!!）
  - 第14回本公演「終わり to はじまり」（2018年12月12日 - 23日、CBGKシブゲキ!!） - 脚本・演出[72]

### イベント
- 渋谷のラジオの学校プレゼンツ！集まれ野武士フェスティバル‼～渋ラジSOUL 2016 夏の陣～（2016年8月11日、恵比寿 ザ・ガーデンホール）[73]
- 結城企画「ブックセンターきけろ」アフタートーク（2016年11月11日、東京・Geki地下Liberty） - ゲスト[74]
- 橋本淳「諧謔的見地」書籍販売記念イベント（2018年1月13日、東京都 森の図書室） - ゲスト[75]
- 岩井秀人（WARE）プロデュース「いきなり本読み！」（2020年2月3日、浅草フランス座演芸場 東洋館）[76]

#### 劇団プレステージ
- 劇的に！マザー牧場で動物と劇プレに触れ合おうツアー（2012年10月6日、マザー牧場）
- 劇・プレ博2013 ～初春の広報戦略～（2013年3月20日、新宿ロフトプラスワン）[77]
- Prestage Party in PONGI（2014年2月16日、アミューズ・ミュージカルシアター）
- 劇・プレ博2015 ～初夏の広報戦略～（2015年7月5日、J-SQUARE SHINAGAWA）[78]
- Prestage Party at PIT〜てんやわんやの大感謝祭〜（2015年11月3日、豊洲PIT）[79]
- Prestage Party at 赤坂プリッツ ～真夏のオールスター大感謝祭～（2017年7月16,17日、赤坂BLITZ）[80]
- 劇団プレステージJAPANプレミア上映イベント（2018年10月29日、名古屋ミッドランドスクエアシネマ、2018年10月30日、大阪ステーションシティシネマ）[81]

#### ソロプロジェクト「パーマネント」
- 『パーマネントな夜』vol.1（2020年8月24日、新宿ネイキッドロフト）[82]
  - 『パーマネントな夜』vol.2（2020年12月21日）[83]

### CM
- ACジャパン「決めつけ刑事（デカ）」（2024年7月 - ）[84] （嶋田久作[85]、藤堂海[86]、本庄司[87]、斉藤天鼓[88]と共演）
- レバテック「消えたITエンジニア」篇（2024年12月 - ）[89] ※賀来賢人と共演[90]

## 作品

### オーディオドラマ
- 知ってるようで知らないアレコレ（2021年5月26日 - 、NUMA）※脚本・ディレクター [91]